# Villa Baiocchi
La Villa Baiocchi si trova sul lungomare di Livorno, nel quartiere di Antignano.
Si tratta di una villa di stampo razionalista, ubicata lungo il viale Amerigo Vespucci.

## Storia
Alla metà degli anni trenta la famiglia Baiocchi decise di trasformare il proprio villino sul mare ad Antignano, un edificio su tre piani con torretta dal vago sapore neogotico, in una moderna villa di gusto razionalista.
Del vecchio impianto venne mantenuto il bastione a mare in mattoni (su due piani fuori terra), sul quale fu realizzata una spianata in cemento, al contempo belvedere e piano d'imposta della nuova residenza progettata dall'architetto Cesare Pascoletti.

## Descrizione
La villa è situata in un'area di notevole valore paesaggistico e fa parte di un sistema di residenze monofamiliari edificate tra fine dell'Ottocento e gli inizi del Novecento per la borghesia labronica (si veda Lungomare di Livorno); essa occupa un lotto di forma quadrangolare compreso tra il mare e l'asse orientale di un viale che collega Antignano al centro di Livorno.
Sfruttando il notevole dislivello del terreno, che verso mare presenta una ripida scogliera, l'edificio è caratterizzato da un sistema di terrazze digradanti: al livello più alto è situato il cortile attiguo alla via e a quelli inferiori rispettivamente il giardino, con arbusti della macchia mediterranea.
La casa presenta un impianto articolato e una volumetria compatta, sviluppata su quattro piani fuori terra a partire dalla quota della terrazza a mare, a sua volta piano di copertura del sottostante bastione a mare su due livelli.
Il fronte strada, su tre piani, si qualifica per il segno continuo e unificante della recinzione in travertino, nella quale è ritagliato il portale architravato d'ingresso collegato a una loggia a tre fornici; il disegno della facciata in ceramica propone una campitura rigorosa, segnata al centro dal nastro vetrato del vano scala, ai cui lati si dispongono semplici finestre.
A fianco del volume in ceramica si ammorsa il corpo in travertino a un unico livello del soggiorno, caratterizzato su questo lato dalle tre ampie vetrate della galleria e, sul fronte nord, da tre finestre a nastro.
Sul fronte a mare, tale nucleo si articola tramite un assemblaggio di elementi tipici del razionalismo mediterraneo: il grande oblò della sala biliardo, il finestrone con sovrastante tettoia a sbalzo e la loggia a cinque campate con i fornici segnati da pilastri binati.
Al di sotto e in corrispondenza di tale nucleo si sviluppa, sfruttando l'accidentata orografia del lotto, un ulteriore piano di contenuta altezza (adibito a deposito, cantina e garage).
Per quanto concerne la distribuzione interna, dall'atrio si accede alla galleria vetrata, scenograficamente aperta sul grande salone con affaccio sul mare; nel nucleo a sud sono situati i due corpi scala (padronale e di servizio, la prima caratterizzata per la notevole soluzione dell'elica a sbalzo), il salotto, la sala da pranzo, lo studio e la cucina. Ai due piani superiori le camere (familiari e per gli ospiti), con doppi servizi igienici e guardaroba.

## Architettura
La villa si configura per il riuscito connubio tra il marcato carattere razionalista (particolarmente evidente nella volumetria semplice e lineare, tagliata da modulari finestre senza alcun risalto) e quella "mediterraneità" che è uno dei caratteri fondanti la nuova architettura fascista italiana.
Tale dicotomia si presenta efficacemente nella diversa soluzione dei due fronti: urbano e razionalista quello sulla pubblica via, privato e articolato tramite un vibrante gioco di portici e logge quello verso il mare.
Pressoché inesistenti, fino ad un'analisi promossa dallo storico Dario Matteoni, le notizie storiche e i commenti su questo interessante edificio: la redazione della piacentiniana "Architettura" commenta che dal punto di vista estetico è da apprezzare la ricca, gaia e, nello stesso tempo, composta movenza volumetrica della composizione. L'espressione è sanamente italica ed insieme schiettamente moderna.
Più recentemente, un'attenta lettura è fornita da Sandra Bonaretti Interessanti anche le foto d'epoca pubblicate, rintracciate dall'autrice nell'archivio Pascoletti e dovute allo scatto colto di Bruno Miniati.